# 張昇 (北魏)
张昇（?—?），荥阳郡京县（今河南省荥阳市东南10公里的京襄城村）人，北魏政治人物。

## 生平
张昇为父母居丧，哀痛非常过度，鬓发脱落，只喝水不吃盐，最后水浆都不入口，形骸枯悴，瘦的只剩下骨头而已，吐血数升，头发脱落殆尽。名声满誉乡里，盗贼不侵犯他的乡闾。州郡上表告知朝廷，皇帝下诏标其门闾。

## 延伸阅读
[在维基数据编辑]
 《魏書·卷86》，出自魏收《魏书》